# Nicolae Șerdin
Nicolae Șerdin (n. 14 mai 1955) este un fost deputat român în legislatura 1992-1996, ales în județul Mehedinți pe listele PDSR. Nicolae Șerdin a demisionat din Camera Deputaților la data de 15 martie 1995 și a fost înlocuit de către deputatul  Mihai Ulis Tânjală.